# Desaparición de Leigh Occhi
Leigh Marine Occhi (Honolulu, Hawái; 21 de agosto de 1979) era una adolescente estadounidense que desapareció en la ciudad de Tupelo (Misisipi) durante el tránsito del huracán Andrew por el estado. Su madre, Vickie Felton, regresó a casa la mañana del 27 de agosto de 1992 y encontró a Occhi desaparecida y evidencia de sangre en la casa.
Su búsqueda resultó infructuosa. El 9 de septiembre de 1992, las gafas de Occhi fueron enviadas por correo a su casa en un sobre, dirigido a su ex padrastro. La policía consideró que esta acción era una artimaña para distraer a los detectives en sus esfuerzos de búsqueda. En noviembre de 1993, un cráneo humano descubierto en un campo de soja se atribuyó erróneamente a Occhi, pero este vínculo se retractó más tarde y el cráneo se identificó positivamente como el de una mujer adulta que había desaparecido en un pueblo adyacente.
A pesar de numerosas búsquedas, el paradero de Occhi sigue siendo desconocido. Su caso ha recibido cobertura mediática de Nancy Grace o el programa 20/20.

## Trasfondo
Leigh Marine Occhi nació el 21 de agosto de 1979 en Honolulu (Hawái), hija de Donald Occhi y Vickie Felton, ambos miembros del Ejército de los Estados Unidos. La pareja se conoció durante su servicio en California y se casaron en 1977. Se divorciaron cuatro años después, en 1981. Donald Occhi se trasladó a Alemania, pero siguió en contacto con su hija, que le visitaba allí. Occhi residió en Estados Unidos con su madre, estableciéndose en Tupelo (Misisipi).

## Desaparición
En la mañana del 27 de agosto de 1992, Leigh Occhi, que entonces tenía 13 años, se quedó en su casa, en el 105 de Honey Locust Drive, en Tupelo, cuando su madre se marchó a su trabajo aproximadamente a las 8 de la mañana. Occhi había planeado asistir a una jornada de puertas abiertas en su escuela secundaria ese día con su abuela. En ese momento, el padre de Occhi residía en Virginia.
Poco después de llegar a su oficina, Felton recibió el aviso de que una tormenta relacionada con el huracán Andrew se dirigía a Tupelo, y telefoneó a su casa para informar a su hija poco antes de las 9 de la mañana. Cuando Occhi no contestó, Felton se preocupó y salió de su trabajo para ver cómo estaba, conduciendo aproximadamente 2,4 km de regreso a su casa. Según Felton, al volver, encontró la puerta del garaje abierta y la luz encendida; al entrar en el domicilio, vio sangre en un lado de la pared. "Empecé a llamar a Leigh y a recorrer todas las habitaciones", dijo Felton. "Luego entré en su dormitorio. Su manta favorita estaba arrugada en el suelo y me asusté mucho". Tras ver esto, Felton llamó al 911.

## Investigación

### Búsqueda inicial
Una vez inspeccionada la casa, las fuerzas del orden encontraron más charcos de sangre en el dormitorio de Occhi, así como grandes cantidades de sangre en el pasillo, el cuarto de baño y la puerta de su dormitorio. La sangre encontrada en el cuarto de baño indicaba que un agresor había intentado limpiar el lugar. Felton afirmó que faltaban varias prendas de vestir de su hija; dentro de un cesto de la ropa sucia de la casa, los detectives descubrieron un camisón ensangrentado que pertenecía a la pequeña. El jefe de policía de Tupelo, Bart Aguirre, declaró: "Como parecía que la sangre había goteado sobre su camisón, uno pensaría que la herida tenía que estar por encima del cuello posiblemente". La casa no presentaba signos de haber sido forzada.
Inmediatamente después de la desaparición de Occhi, se llevaron a cabo búsquedas organizadas en los alrededores de Tupelo, principalmente por zonas boscosas, pero resultaron infructuosas. El padre de Occhi, Donald, consideró que su hija "estaba muerta el día que mi ex mujer me llamó y me dijo que había desaparecido. Mi teoría es que algún bastardo golpeó a la niña hasta matarla en esa casa". También declaró que, mientras buscaba a su hija en Tupelo en septiembre de 1992, varios lugareños le dijeron que "buscara a su madre"; sin embargo, él comentó: "Ya lo estaba haciendo. No sé si su madre estaba implicada". Además, circularon rumores que afirmaban que el padrastro de Occhi, Barney Yarborough -del que su madre se había separado recientemente-, maltrataba a Occhi. Sin embargo, las fuerzas del orden descartaron a Yarborough tras proporcionar una coartada justificada y pasar un examen de polígrafo.

### Envío de las gafas de Leigh
El 4 de septiembre de 1992, ocho días después de la desaparición de Occhi, un trabajador de un McDonald's de Booneville (Misisipi) informó a la policía de que había visto a una niña parecida a Occhi en un coche en el autoservicio del restaurante; sin embargo, se determinó que la niña en cuestión era otra persona. Cinco días después, el 9 de septiembre, se envió por correo un paquete con las gafas de Occhi a la residencia de Honey Locust Drive, dirigido a Yarborough. El paquete llevaba matasellos de Booneville. Tras este suceso, el FBI se implicó en la búsqueda de Occhi, y realizó pruebas de ADN en los sellos adheridos al sobre en el que se enviaron las gafas. Sin embargo, se determinó que habían sido adheridos con agua y no con saliva.
Aguirre declaró que, en su opinión, las gafas se enviaron por correo como distracción: "No había ninguna carta de rescate ni nada parecido con las gafas. Eran sólo esas gafas. Si se tratara de un secuestro real, cabría esperar algo más".

### Error en la identificación de posibles restos
El 9 de noviembre de 1993, el Jackson Clarion-Ledger informó de que un forense del condado de Monroe había confirmado, a través de los registros dentales, que un cráneo humano hallado en un campo de soja era el de Occhi. Sin embargo, varios días después se retractó de la identificación. En esta retractación, se afirmaba que el médico forense del estado realizaría más pruebas forenses sobre el cráneo, que había sido descubierto por un agricultor en una zanja a lo largo del campo de soja. Posteriormente se determinó que el cráneo pertenecía a Pollyanna Sue Keith, de 27 años, una mujer que había desaparecido en marzo de 1993.

## Hechos posteriores
Después de que Yarborough pasara el polígrafo, Felton fue sometida a tres exámenes distintos: uno con las fuerzas de seguridad locales y dos con el FBI. Examinadores independientes afirmaron que había mostrado engaño en todos ellos. En 2017, Aguirre declaró que Felton seguía siendo considerada persona de interés: "Todavía no se la puede eliminar. Todavía hay demasiadas preguntas sin respuesta para Vickie, y no sé si es inusual que alguien se vaya a trabajar y diga, bueno acabo de dejar a Leigh pero voy a llamar y comprobar cómo está. ¿Por qué ir a verla tan pronto después de haberla dejado?".
Felton negó haber participado en la desaparición de su hija y declaró abiertamente creer que un hombre llamado Oscar McKinley "Mike" Kearns fue el responsable del secuestro de su hija. Kearns fue condenado en 1999 por secuestrar a una pareja y violar a la mujer, y, nueve meses después de la desaparición de Occhi, secuestró a una niña de noveno curso que había conocido a través de una iglesia de Tupelo, violándola en Memphis (Tennessee).
Por este último delito, Kearns fue condenado a más de ocho años de prisión, pero sólo cumplió la mitad de su condena y fue puesto en libertad en 1997, antes de cometer el secuestro y la violación que dieron lugar a su posterior condena.